# Cardamine pseudowasabi
Cardamine pseudowasabi är en korsblommig växtart som beskrevs av H. Shin och Y.D. Kim. Cardamine pseudowasabi ingår i släktet bräsmor, och familjen korsblommiga växter. Inga underarter finns listade i Catalogue of Life.